# Міаскіт

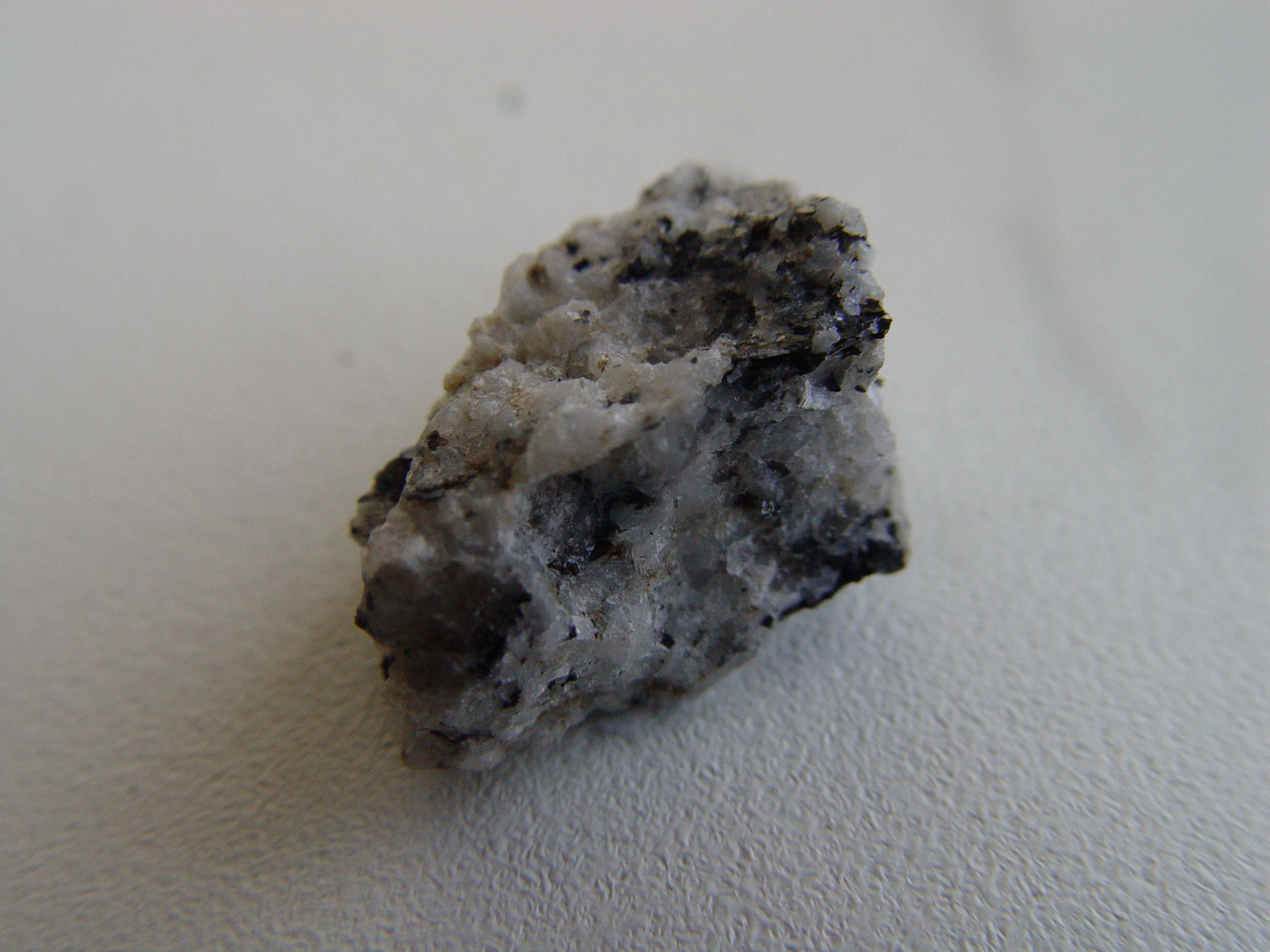
Міаскіт

Міаскіт (лат. Miaskite від назви м. Міас Челябінської області) — плутонічна гірська порода основного складу лужного ряду, різновид біотитового нефелінового сієніту.
Склад: калієвий польовий шпат (20-60 %), нефелін (20-30 %), лепідомелан (5-20 %), амфібол (до 20 %), альбіт-олігоклаз (до 20 %); іноді містить канкриніт, содаліт, кальцит.
Використовується у будівництві (як щебінь); як польовий шпат у виробництві кераміки та скла; для отримання глинозему, необхідного для алюмінієвої промисловості; при виготовленні соди, цементу та добрива для кислого ґрунту.

## Інтернет-ресурси
- GeoWiki
- Mineralogical-geochemical features of corundum Miaskite-pegmatite from mine no. 210 (Ilmeny mountains, South Urals): preliminary results